# 沈延嘉
沈延嘉（？年—？年），號憲申，浙江宁波府鄞县人。明朝末年政治人物。

## 生平
贵州布政使沈一中孫。崇祯三年（1630年）庚午科浙江乡试舉人，崇禎四年（1631年）联捷辛未科进士。礼部观政，改翰林院庶吉士，六年授检讨，直起居注，充日讲官，十年充会试同考官，丁父忧归乡，遂不再出仕。弘光即位南京，授谕德，亦不赴任。清初詔举人才，浙江海道王尔禄举荐他，固辞而止。